# Иллюзи, Люк
Люк Иллюзи (фр. Luc Illusie, род. 2 мая 1940) — французский математик, специализирующийся на алгебраической геометрии.

## Биография
Люк Иллюзи учился в Высшей нормальной школе в Париже, одним из его учителей был Анри Картан. В 1963 году Иллюзи получил должность научного сотрудника в CNRS. C 1964 года он работал под руководством Александра Гротендика; принимал участие в работе над SGA 6. В 1970 году, независимо от Даниеля Квиллена, он ввёл понятие кокасательного комплекса, а в 1971 году получил докторскую степень за диссертацию Complexe cotangent et déformations. С 1976 года работал в университете Париж-юг, с 1978 года — профессор. В 1993 году он участвовал в рецензировании работы Уайлса с доказательством Великой теоремы Ферма. В 2005 году ушёл в отставку в должности профессора-эмерита.
В 2012 году Люк Иллюзи был награждён премией Эмиля Пикара Французской академии наук «за фундаментальные работы по кокасательным комплексам, формуле Пикара — Лефшеца, теории Ходжа и логарифмической геометрии».

## Избранные работы
- Illusie, L. Complexe Cotangent et Deformations I. — Springer (Lecture Notes in Mathematics), 1971. — Vol. 239. — 360 p. — ISBN 978-3-540-05686-7.

Illusie, L. Complexe Cotangent et Deformations II. — Springer (Lecture Notes in Mathematics), 1972. — Vol. 283. — 304 p. — ISBN 978-3-540-05976-9.
- Berthelot, Pierre; Alexandre Grothendieck, Luc Illusie, eds. Séminaire de Géométrie Algébrique du Bois Marie — 1966-67 — Théorie des intersections et théorème de Riemann-Roch — (SGA 6). — Springer-Verlag, 1971. — xii+700 p. — ISBN 978-3-540-05647-8.
- Luc Illusie. Cohomologie cristalline (фр.) // Springer Lecture Notes in Mathematics. — 1976. — Vol. 514. — P. 53-60.
- Pierre Deligne, Luc Illusie. Relèvements modulo p² et décomposition du complexe de de Rham (фр.) // Inventiones mathematicae. — 1987. — Vol. 89, no 2. — P. 247-270.
- Autour du théoreme de monodromie locale (фр.) // Astérisque. — 1994. — No 223. — P. 9-57.